# Jim McCrery
James Otis "Jim" McCrery, född 18 september 1949 i Shreveport, Louisiana, är en amerikansk republikansk politiker. Han var ledamot av USA:s representanthus 1988-2009.
McCrery avlade 1971 kandidatexamen vid Louisiana Tech University och 1975 juristexamen vid Louisiana State University. Han var biträdande stadsåklagare i Shreveport 1979-1980.
Kongressledamoten Buddy Roemer avgick 1988 för att tillträda som guvernör i Louisiana. McCrery vann fyllnadsvalet för att efterträda Roemer i representanthuset. Han omvaldes tio gånger.